# Anders Erlman
Anders Erlman, född 4 juli 1971, är en svensk jurist som varit hovrättslagman och lagman i flera tingsrätter.
Erlman blev lagman vid Haparanda tingsrätt 12 maj 2010 efter att varit rådman i Sollentuna tingsrätt sedan hovrättslagman i hovrätten för Nedre Norrland från november 2012, där han en tid från 2005 varit hovrättsråd 14 april 2014 utsågs han till lagman i Norrtälje tingsrätt och 
utsågs 23 november 2023 till lagman i Östersunds tingsrätt.